# Pernilla Stalfelt
Pernilla Stalfelt, née le 22 février 1962, est une auteure et illustratrice suédoise de livres pour enfants. Elle gagne sa réputation grâce à sa capacité à expliquer des concepts difficiles aux enfants dans leur propre langue, par exemple en présentant la Convention relative aux droits de l'enfant dans Hurrraa ! All barns rätt (« Hourra ! Tous les droits de l'enfant »).

## Biographie
Née le 22 février 1962 à Helga Trefaldighets församling dans le comté d'Uppsala, Pernilla Stalfelt est la fille du journaliste Sven Olov Stalfelt et d'Ann-Marie Stalfelt, une médecin. Le roman pour enfant, Loranga, Masarin och Dartanjang (en) de Barbro Lindgren l'inspire et la décide à devenir écrivaine pour enfants. Après avoir terminée ses études secondaires, elle étudie à l'université d'Uppsala dans la section culturelle.
En 1996, elle publie le premier livre d'une série pour enfants dont le titre contient boken (« livre »). Il s'agit de Le petit livre des poils (Hårboken, 1996) suivi par Le petit livre du caca (Bajsboken, 1997)... Les livres sont destinés à la tranche d'âge des 3-6 ans. Son style d'écriture et ses dessins sont remarqués grâce à « sa capacité rare à adopter le point de vue d'un enfant sur la vie ». Pour ses recherches d'idées, elle s'inspire des jeux et dessins de sa fille (née vers 2005) et de ses nièces et neveux. En 2009, en Suède, son livre Hurrraa ! All barns rätt (« Hourra ! Tous les droits de l'enfant ») est offert avec un Happy Meal vendu chez McDonald's à l'occasion des 20 ans de la Convention relative aux droits de l'enfant.
Stalfeld est également employée par le Moderna Museet de Stockholm en tant que conseillère culturelle. Elle était aussi membre de la Svenska barnboksakademin (sv) (« Académie suédoise du livre pour enfants ») et occupait le siège no 15.

### Vie privée
Pernilla Stalfelt est célibataire et mère d'une fille qu'elle a adopté en Chine.

## Œuvres
Livres traduits :
- Le petit livre des poils, Casterman, 2009 ((sv) Hårboken, 1996)  (ISBN 978-2-203-03083-1)
- Le petit livre du caca, Casterman, 2010 ((sv) Bajsboken, 1997)  (ISBN 978-2-203-03084-8)
- Le petit livre de la mort, Casterman, 2010 ((sv) Dödenbocken, 1999), trad. Sandrine de Solan  (ISBN 978-2-203-03779-3)
- Le petit livre de l'amour, Casterman, 2009 ((sv) Kärlekboken, 2001)  (ISBN 978-2-203-03085-5)
- Le petit livre de la peur, Casterman, 2009 ((sv) Läskigaboken, 2003), trad. Sandrine de Solan  (ISBN 978-2-203-03086-2)
- Le petit livre de la vie, Casterman, 2010 ((sv) Livetboken, 2010), trad. Sandrine de Solan  (ISBN 978-2-203-03778-6)

## Récompenses

### Prix
- 1997 : Prix Elsa-Beskow (en) pour Le petit livre des poils[12]
- 2001 : Expressens Heffaklump (en) pour Le petit livre de l'amour[13]
- 2004 : Prix Astrid-Lindgren[13]

### Nominations
- Deutscher Jugendliteraturpreis pour Le petit livre de la mort[13]